# Adrian Działakiewicz
Adrian Działakiewicz (23 de febrero de 1988) es un deportista polaco que compitió en ciclismo de montaña en la disciplina de campo a través. Ganó una medalla de bronce en el Campeonato Mundial de Ciclismo de Montaña de 2006, en la prueba por relevos.

## Palmarés internacional
| Campeonato Mundial | Campeonato Mundial      | Campeonato Mundial | Campeonato Mundial         |
| Año                | Lugar                   | Medalla            | Competición                |
| ------------------ | ----------------------- | ------------------ | -------------------------- |
| 2006               | Rotorua (Nueva Zelanda) | Medalla de bronce  | Campo a través por relevos |